# 바르텔레미 시네니에즈
바르텔레미 시네니에즈(프랑스어: Barthélémy Chinenyeze, 1998년 2월 28일~)는 프랑스의 배구 선수로 포지션은 미들블로커이다. 현재 이탈리아 리그의 볼리 루베와 프랑스 대표팀의 일원으로 활동하고 있다. 2020년 하계 올림픽에서 프랑스 대표 선수로서 금메달을 획득했다.